# Dół (Kaszów)
Dół – część wsi Kaszów w Polsce, położona w województwie małopolskim, w powiecie krakowskim, w gminie Liszki.
W latach 1975–1998 Dół administracyjnie należał do województwa krakowskiego.